# Pawieł Fiłatow
Pawieł Pietrowicz Fiłatow (ros. Павел Петрович Филатов, ur. w 1887, zm. w 1956) – uczestnik igrzysk w Sztokholmie w 1912 roku, gdzie wystartował w indywidualnym turnieju szablistów.